# Мілештій-Міч
Мілештій-Міч, Малі Мілешти (рум. Mileştii Mici) — село в Яловенському районі Молдови. Адміністративний центр однойменної комуни, до складу якої також входить село Пятра-Албе.
У селі розташований винний завод з однойменною назвою.

## Галерея

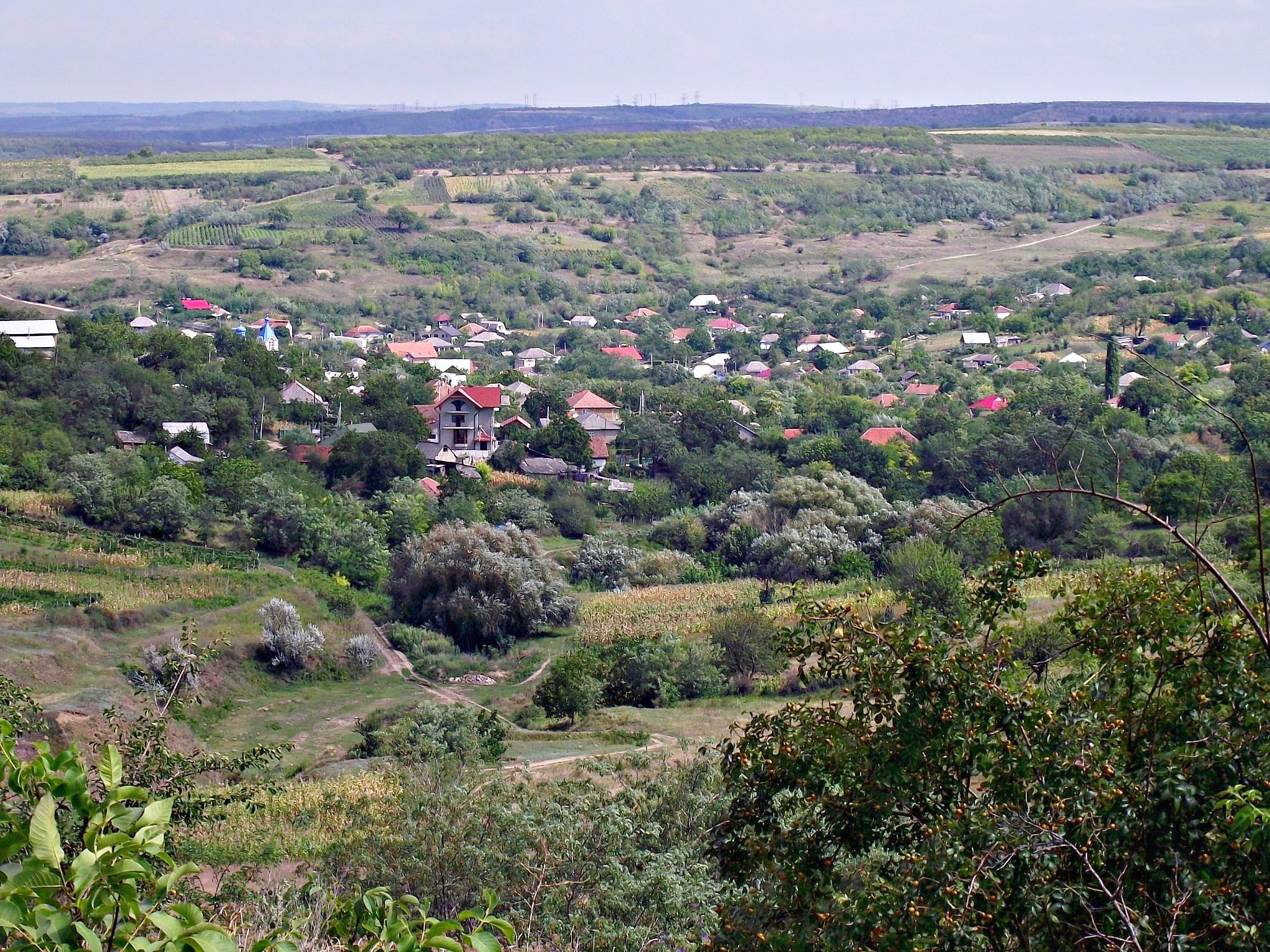
Панорама села
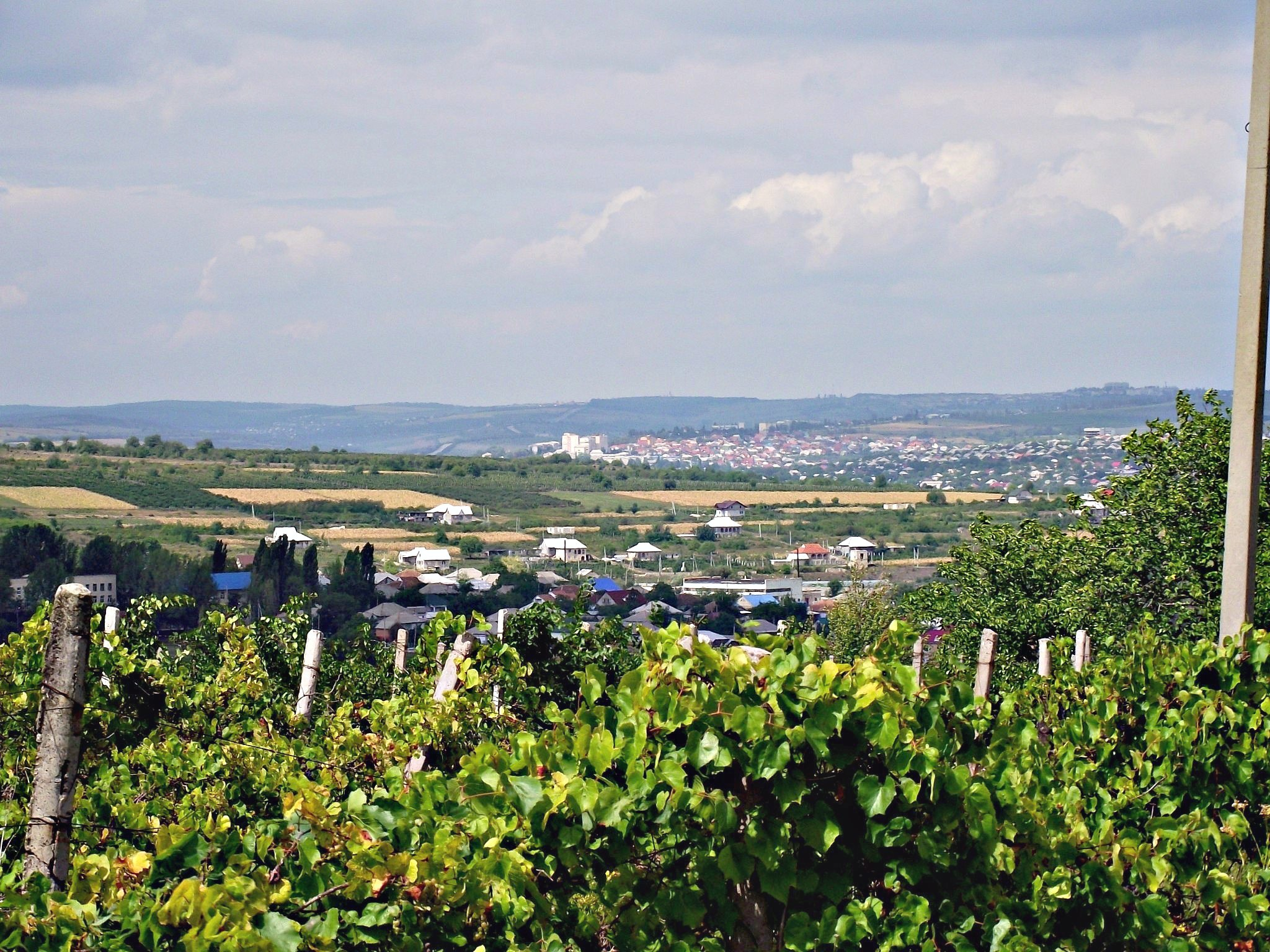
Вирощування винограду
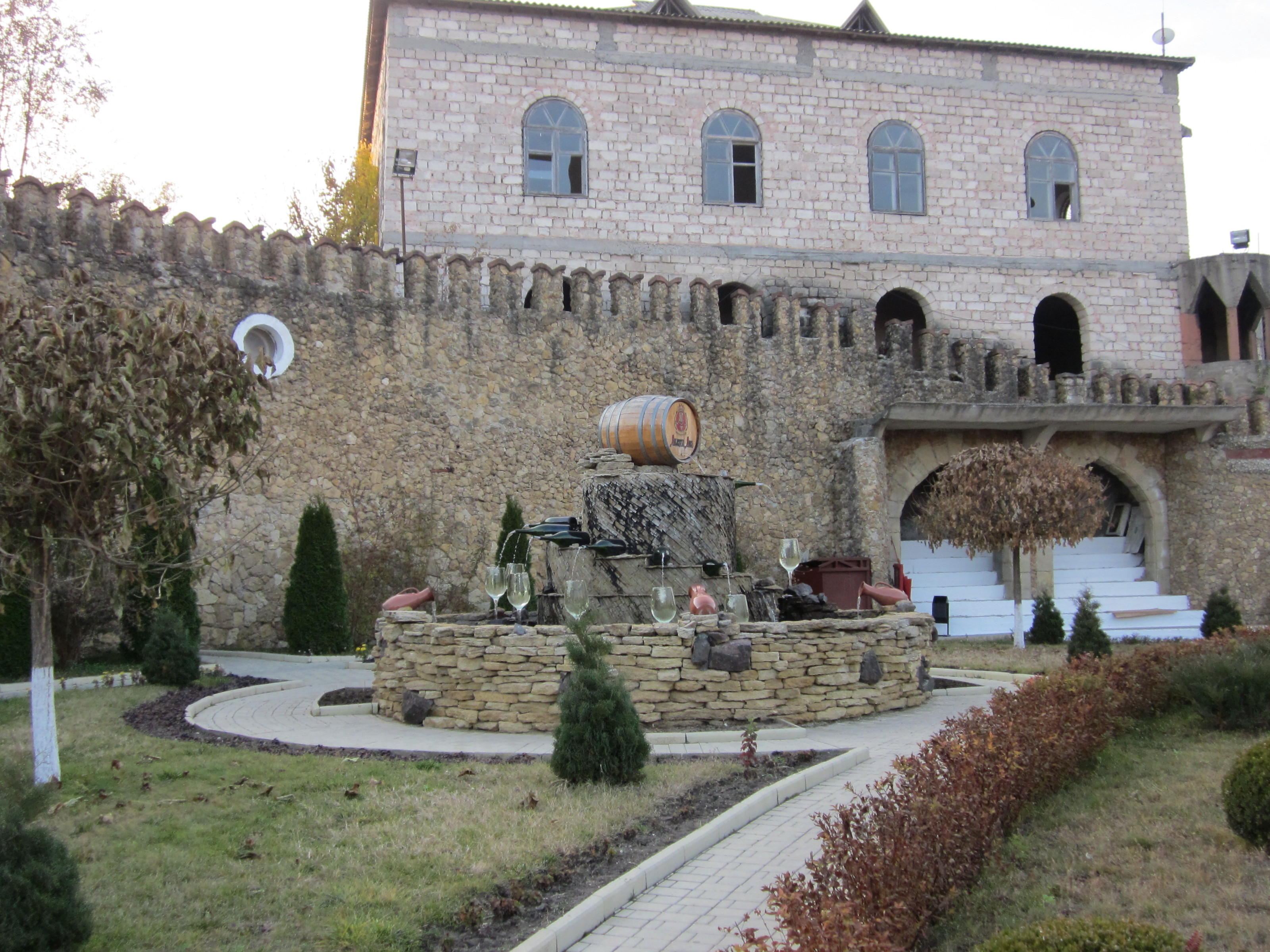
На території винзаводу